# 五拳
據說明嘉靖年間，於福建泉州出現一本《五拳精要》（沒有佐證）。據廣東老洪拳傳人說是元末時少林寺白玉峰所留傳下來的（蔡李佛托古傳說）。以後演練成南少林拳獨有之基本套路（五形拳），在佛山、廣州一帶流行。
- 福建五行拳→廣東陳享五形八卦拳→洪家五形拳

## 少林五形拳
民國初年，上海「精武體育會」元老盧煒昌擁有一本名為「少林宗法」附有拳勢圖冊之抄本，無作者姓名，盧煒昌稱得自山西友人者。書內圖像，純是廣東之洪拳。
1915年有尊我齋主人所撰之《少林拳術秘訣》發行，並無拳譜拳勢圖。內容與「少林宗法 」無異。
（少林宗法）或（少林拳術秘訣）。內容擬似武術小說，今人所說有關所謂「少林派」之傳聞，多由此而來。 
據其說法，宋末元初，少林寺之拳術還未為世人稱許（相信指清初）。相傳主持覺遠（相信指陳享）得前人留傳之法，變散式為整式，將（十八羅漢手）發展成七十二手之佛拳（被禁後改稱花拳）。他仍未滿意，乃改裝外出求師。後得蘭州李叟（參見李家拳條），及洛陽同福（蔡福）寺白玉峰（五拳）之武學。將各路拳法融合，使少林（相信指陳享）手法增至一百七十余手（172式），分龍、虎、豹、蛇、鶴五式，即今蔡李佛裹所收集的五形八卦拳，後演生出洪家五形拳。覺遠（相信指陳享）注重武德，訂「少林戒約十條」約束僧徒。

## 阮奕溪五形紅拳
中國南方武術，舊式洪拳系。

### 承傳
李鐵傳至楊術夫，而楊傳外甥阮奕溪。

### 基礎訓練
由十字拳入手，十字拳（蔡家拳-入門拳），全部六十八招，分練拳、 爪、指、掌、馬、腰。
- 初階

五形拳之單支練習（即龍形拳、蛇形拳、虎形拳、 豹形拳、鶴形拳）
- 高階

從而小五形，然後大五形，反覆練習，最重要的是學者在練習時，要自我想像入形。練龍形即為龍，練虎形即為虎。後來街頭賣藝者發展成神功等。
此拳術強調不可拘泥於固定招式，接橋則變，蓋拳招本無定法。

## 外部連結
- 阮奕溪五形紅拳